# Silvia Kutscher
Silvia Kutscher (* 1967) ist eine deutsche Sprachwissenschaftlerin.

## Leben
Kutscher studierte von 1989 bis 1995 Allgemeine Sprachwissenschaft, Germanistik und Geschichte an der Universität zu Köln. Von 1997 bis 1999 erhielt sie ein Promotionsstipendium der Graduiertenförderung Nordrhein-Westfalen. Kutscher promovierte im Jahr 2000 und habilitierte sich 2007 an der Universität zu Köln. 
Seit 2016 ist sie Professorin für Theorie und Geschichte multimodaler Kommunikation am Institut für Archäologie der Humboldt-Universität zu Berlin.